# Амур (річка)
Аму́р (рос. Амур, маньчжурська: ᠰᠠᡥᠠᠯᡳᠶᠠᠨ
ᡠᠯᠠ sahaliyan ula), Хейлунцзян або Хейлун (кит. трад. 黑龍江, спр. 黑龙江, піньїнь Hēilóngjiāng, «річка Чорного дракона») — сьома за довжиною річка Землі, що протікає на кордоні Російської Федерації, КНР. Утворюється злиттям річок Аргунь і Шилка, впадає в Амурський лиман Охотського моря. Гирло в районі Ніколаєвська-на-Амурі має ширину 16 км. Довжина від витоку Аргуні — 4 444 км, площа басейну — 1 855 тис. км².
Найбільші міста на Амурі: Благовєщенськ, Хейхе, Хабаровськ, Комсомольськ-на-Амурі, Ніколаєвськ-на-Амурі.

## Опис
За гідрографічними особливостями Амур поділяють на 3 частини. Верхня частина до гирла річки Зеї (до міста Благовєщенська, довжина 897 км) має гірський характер. Амур тече переважно поміж високими скелястими берегами в горах Великого Хінгану, що поступово відходять від річки. У середній частині (1 003 км — від Благовєщенська до Хабаровська) Амур тече Зейсько-Буреїнською рівниною. Течія спокійна, у руслі багато островів; береги то високі, круті, то низькі, пологі. Нижче гирла Буреї Амур прорізує Буреїнський хребет та Малий Хінган, протікає вузькою долиною. Від села Катерино-Нікольського Амур виходить з гір і далі до Хабаровська тече широкою Амуро-Сунгарійською рівниною. Береги тут переважно низькі, пологі. Ширина русла — 1 км і більше. У нижній частині (близько 950 км) Амур — могутня річка, шириною 1—2 км, тече Нижньо-Амурською низиною, що має багато озер, з'єднаних з Амуром протоками.
Живлення переважно дощове. Влітку та восени звичайно буває декілька паводків. Весняна повінь незначна через малі снігові запаси. Пересічна річна витрата води Амуру в гирлі 11 000 м³/сек, що дає стік води за рік 347 км³. Льодостав з початку листопада до початку травня у верхів'ях та з кінця грудня до кінця квітня в пониззі. Каламутність Амуру порядку 105—1102 г/м³. За хімічним складом вода Амуру належить до гідрокарбонатного класу і має малу мінералізацію.
Амур багатий на рибу. Видова різноманітність риб Амуру ставить його на перше місце серед річок Росії. Основні промислові риби — лососеві (кета, горбуша — близько 50 % річного улову на Амурі), осетрові (калуга та осетер японський), коропові (карась, сазан, товстолоб, верхогляд, амур білий та чорний), сом амурський, риба-мандарин і щука.
Амур судноплавний на 3 212 км, це — головна водна магістраль Далекого Сходу Росії. Основні пристані: Благовєщенськ, Хабаровськ, Комсомольськ-на-Амурі, Ніколаєвськ-на-Амурі. Вздовж Амуру протягом 900 км тягнеться державний кордон Росії з Китаєм.
Освоєння Амуру росіянами почалося з 1644–1651 років (походи загонів В. Д. Пояркова та Є. П. Хабарова). Найвідомішим дослідником Амуру був Г. І. Невельськой (Амурська експедиція 1849—1855).

## Гідрографія
Середньомісячний стік Амуру (м³/с), який вимірювався на гідрометричної станції в Комсомольську-на-Амурі.
 Дані розраховані за період з 1933 по 1990 рік.
За площею басейну (1 855 000 км²) Амур займає четверте місце серед річок Росії (після Єнісею, Обі і Лени) і десяте місце серед річок світу. Басейн Амуру розташований в межах трьох держав — Росії (995 тисяч км², близько 54 % території), також Китаю (44,2 %) і Монголії (1,8 %). Середньорічна витрата води в районі Комсомольска-на-Амурі — 9 819 м³/с, в районі гирла — 11 400 м³/с.
За особливостями долини річка розділяється на три основні ділянки: Верхній Амур (до гирла річки Зея; довжина — 883 кілометра, швидкість течії 5,3 км/год), Середній Амур (від гирла річки Зея до гирла річки Уссурі включно; довжина — 975 кілометрів, швидкість течії 5,5 км/год) і Нижній Амур (від гирла річки Уссурі до Ніколаєвська-на-Амурі; довжина — 966 кілометрів, швидкість течії 4,2 км/год).
Найважливіша особливість гідрологічного режиму Амуру — значні коливання рівня води, обумовлені майже виключно літньо-осінніми мусонними дощами, які дають до 75 % річного стоку. Коливання рівня в руслі річки щодо межені становлять від 10-15 метрів в Верхньому і Середньому і до 6-8 метрів на Нижньому Амурі. При цьому під час найбільш сильних злив розливи на Середньому та Нижньому Амурі можуть досягати 10-25 кілометрів і триматися до 70 днів. Після будівництва гідровузлів на основних притоках (Зея, Бурея і Сунгарі), літньо-осінні паводки на річці менш виражені і в нижній течії річки зміни рівня становлять 3-6 м.

## Галерея

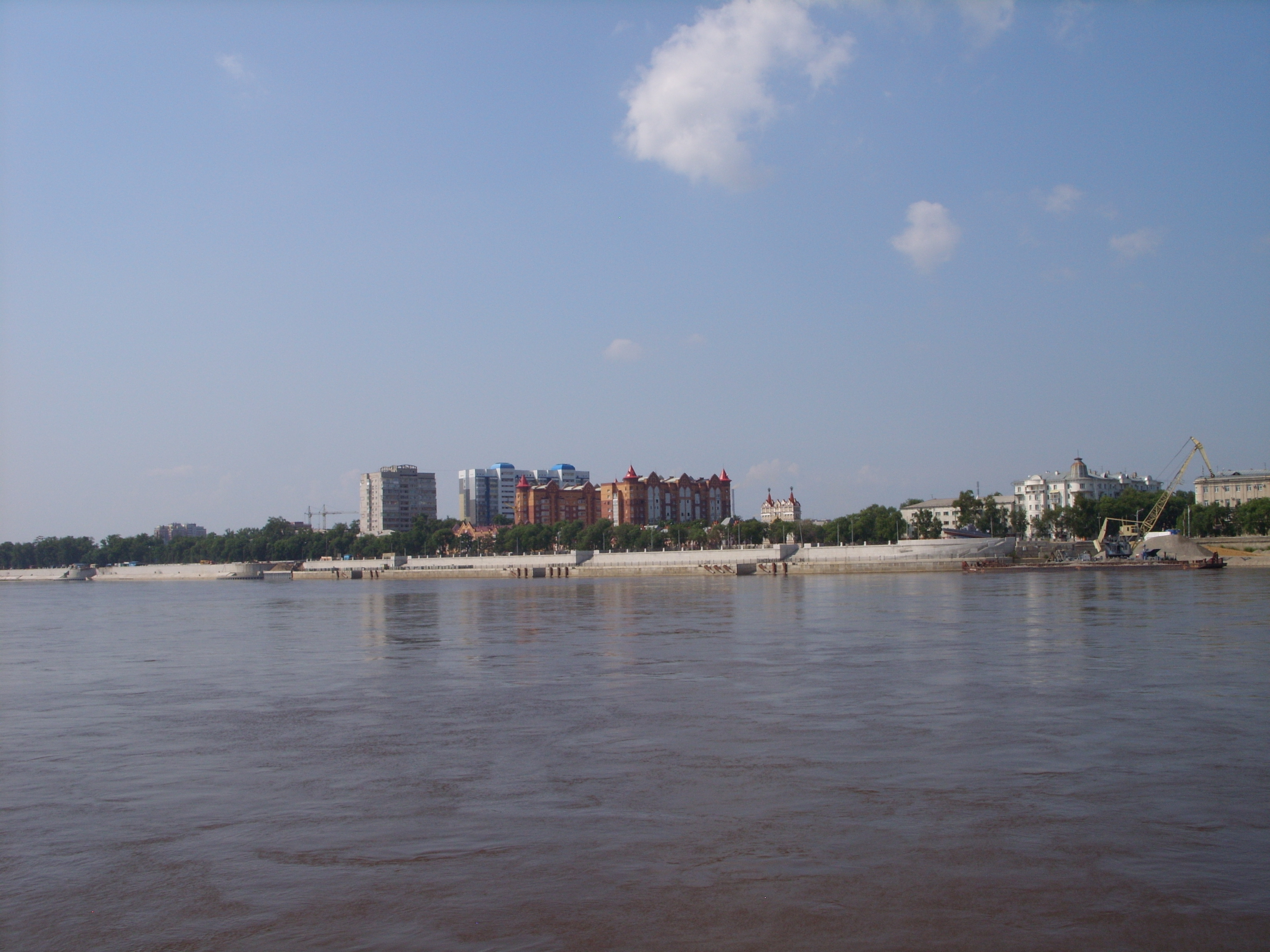
Амур у Благовєщенську
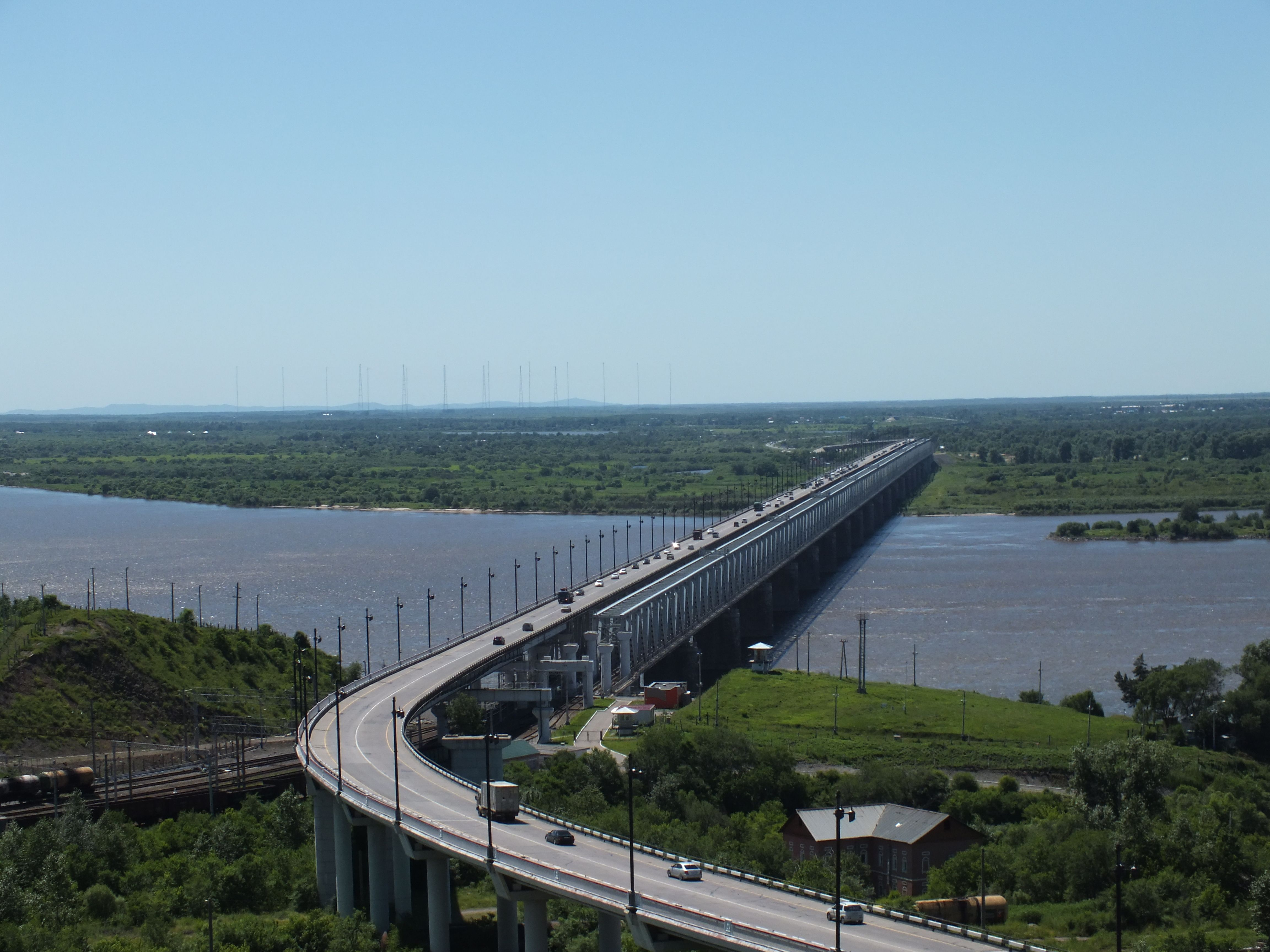
Міст у Хабаровську
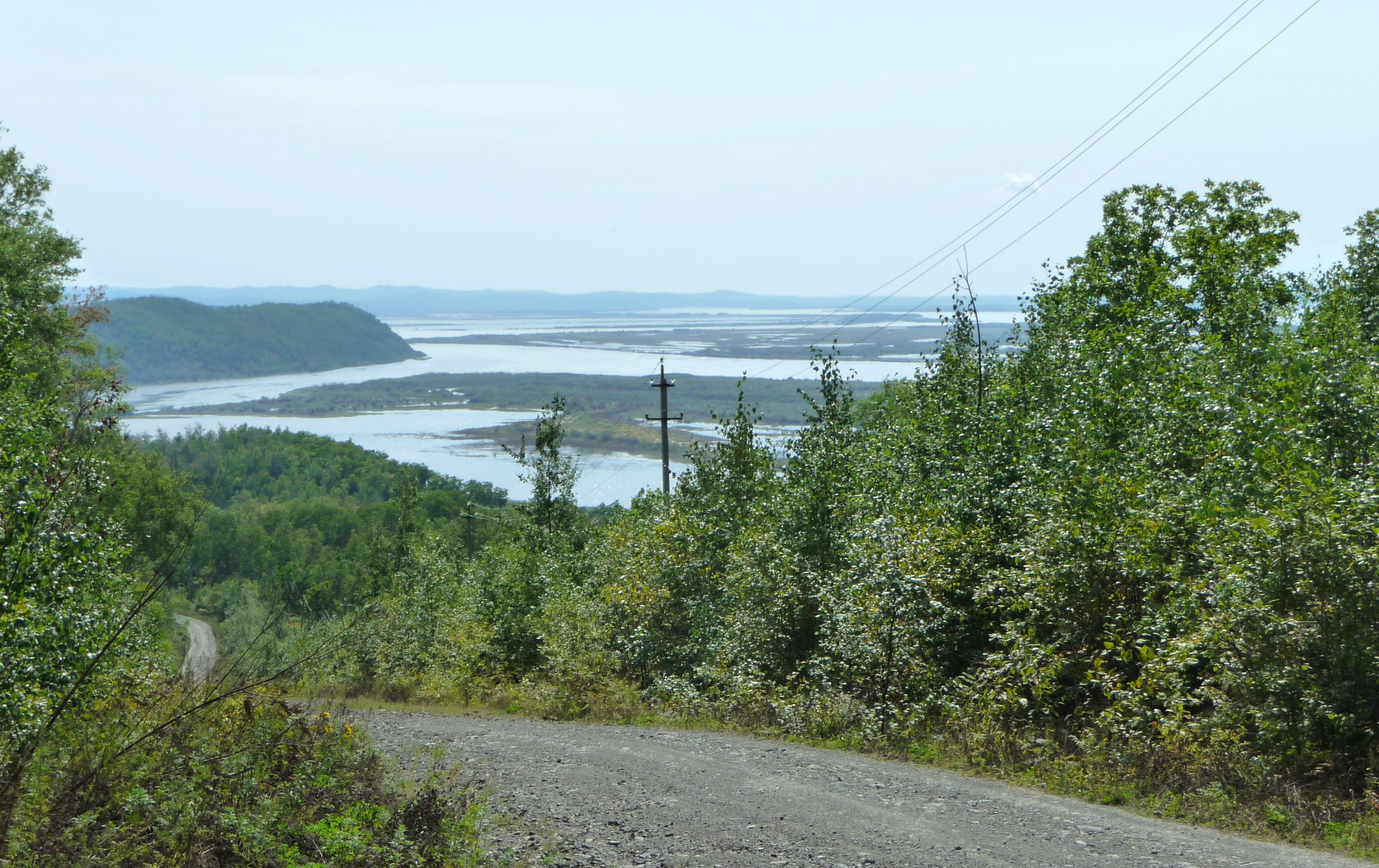
Амур біля села Верхня Еконь
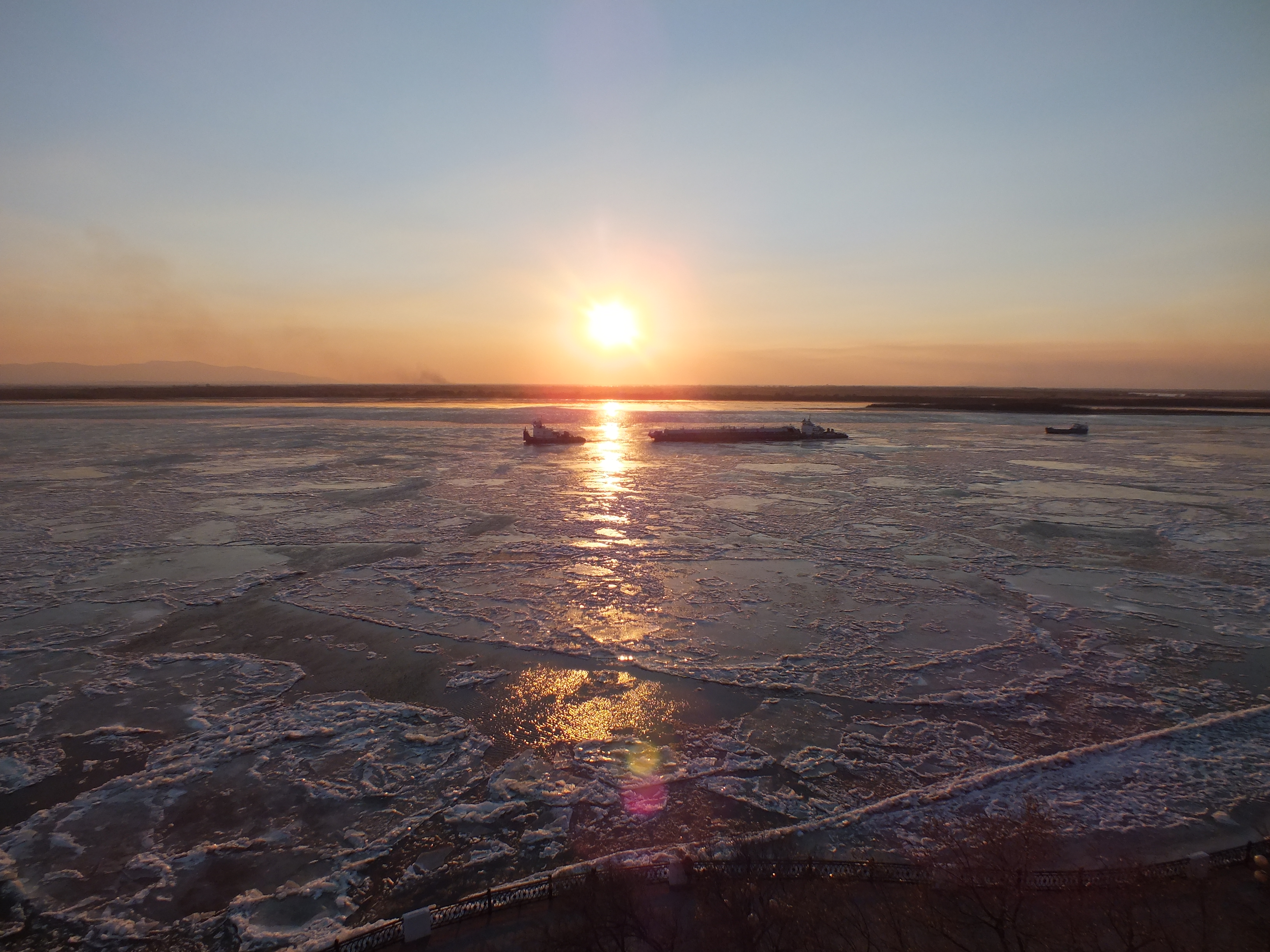
Льодохід на Амурі
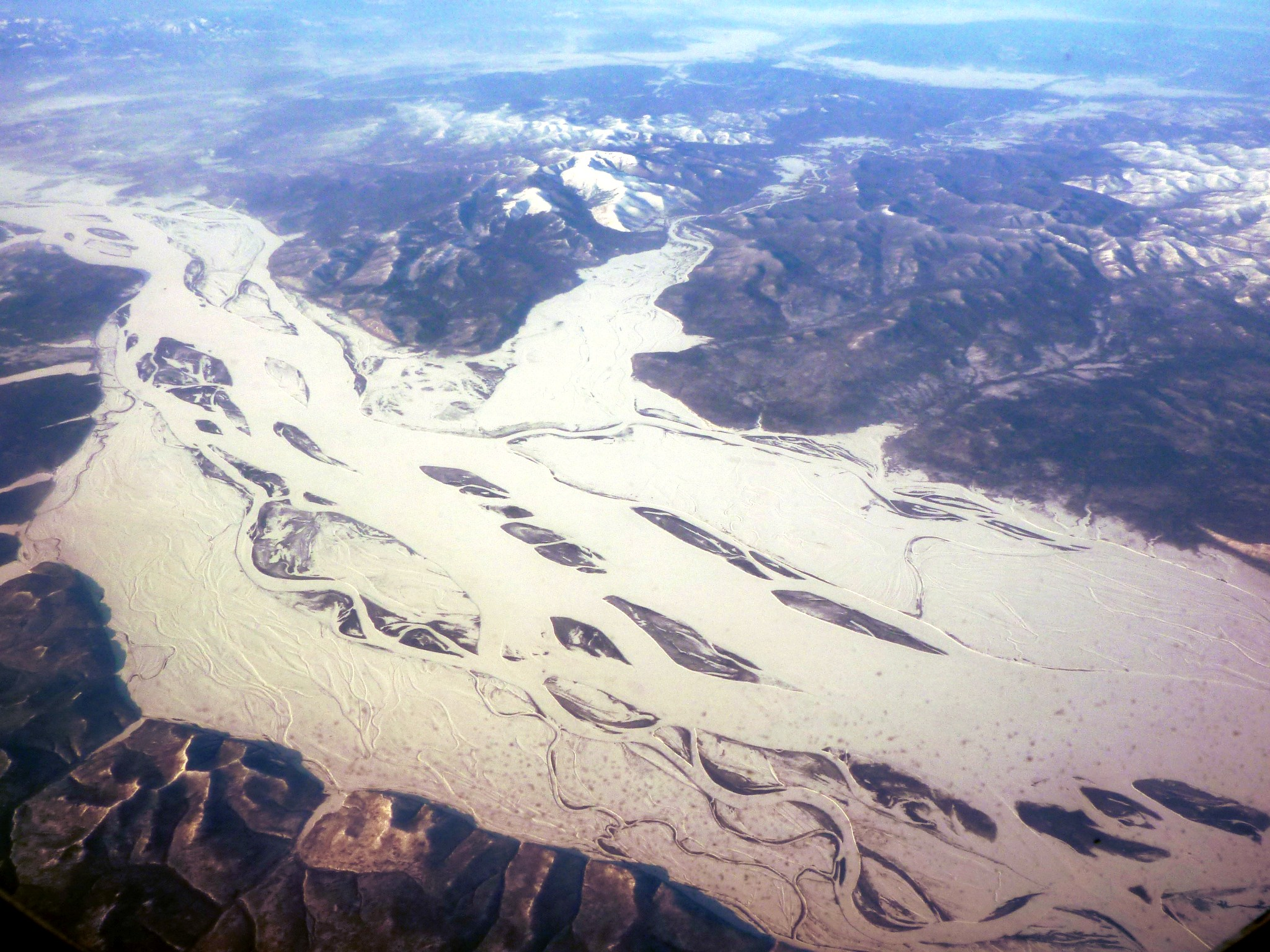
Амур (ліворуч) при впадінні в нього річки Горін (праворуч)
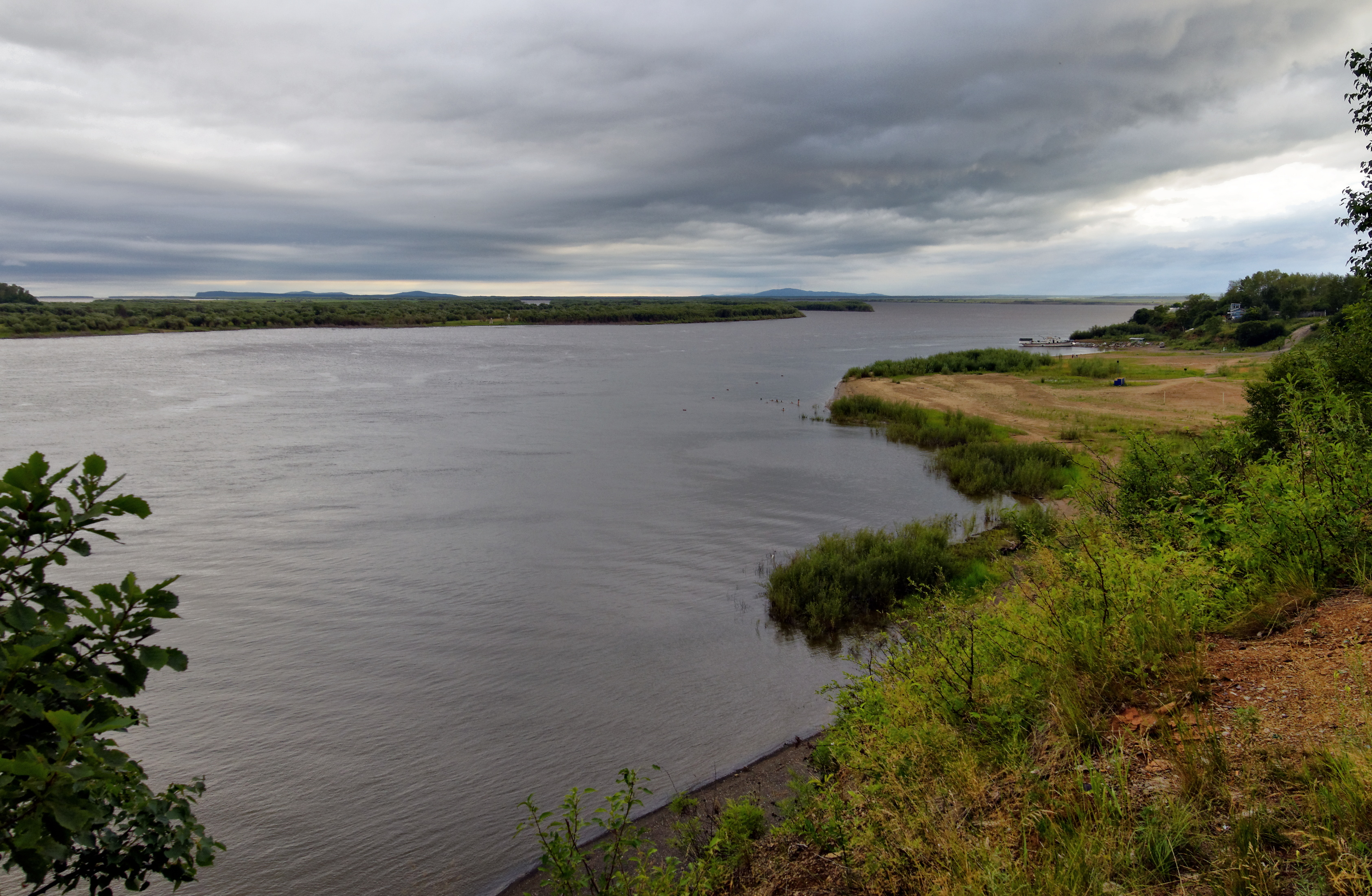
Амур біля Амурську
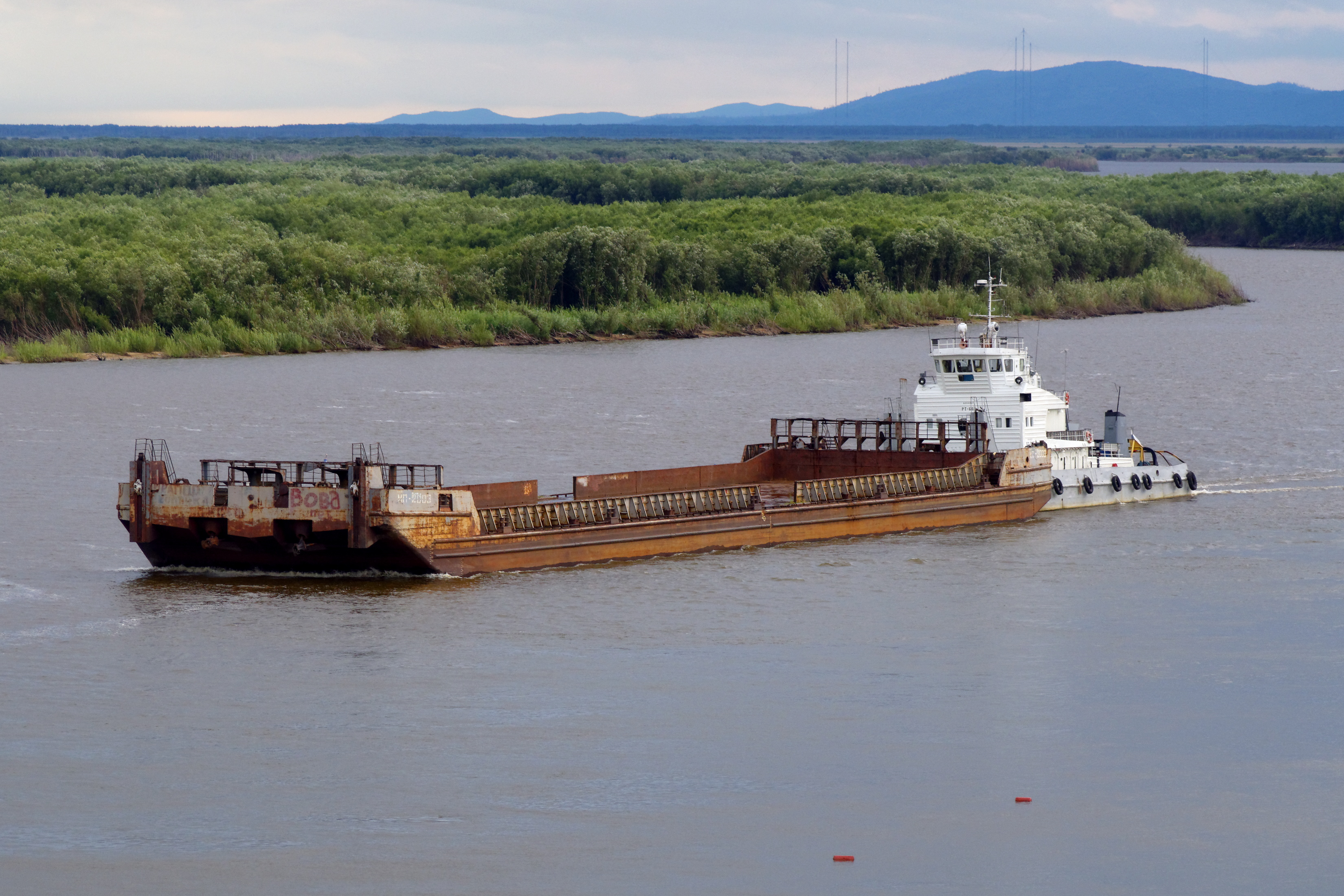
Баржа